# Ceratophrys joazeirensis
Ceratophrys joazeirensis är en groddjursart som beskrevs av Mercadal de Barrio 1986. Ceratophrys joazeirensis ingår i släktet Ceratophrys och familjen Ceratophryidae. IUCN kategoriserar arten globalt som otillräckligt studerad. Inga underarter finns listade i Catalogue of Life.